# Parasenegalia
A Parasenegalia a hüvelyesek (Fabales) rendjébe, ezen belül a pillangósvirágúak (Fabaceae) családjába tartozó nemzetség.

## Rendszertani eltérések
Az idetartozó fajokat először az akácia (Acacia) nemzetségbe sorolták be, aztán kivonták onnan és áthelyezték a Senegalia nevű nemzetségbe, azonban itt sem ültek sokat, mivel manapság a jelenlegi, Parasenegalia növénynemzetség részei lettek.

## Előfordulásuk
A Parasenegalia-fajok előfordulási területe Perutól délre, Észak-Chiléig és -Argentínáig, valamint keletre Brazília Atlanti-óceán-i partjáig tart. Elszigetelve ez a nemzetség még megtalálható Guatemala és Belize területein, továbbá a Karib-térség keleten levő szigetein is.

## Rendszerezés
A nemzetségbe az alábbi 7 faj tartozik:
- Parasenegalia lundellii Seigler & Ebinger
- Parasenegalia muricata (L.) Seigler & Ebinger
- Parasenegalia rurrenabaqueana (Rusby) Seigler & Ebinger
- Parasenegalia santosii (G.P.Lewis) Seigler & Ebinger
- Parasenegalia skleroxyla (Tussac) Seigler & Ebinger - típusfaj
- Parasenegalia visco (Lorentz ex Griseb.) Seigler & Ebinger
- Parasenegalia vogeliana (Steud.) Seigler & Ebinger